# Apokalipsa Pseudo-Metodego
Apokalipsa Pseudo-Metodego – składający się z 14 rozdziałów niewielki utwór apokryficzny w języku syryjskim. Pochodzi z końca VII wieku, jednak jego anonimowy autor podpisał się imieniem św. Metodego z Olimpu.
Tekst dzieli się na dwie części. Pierwsza, obejmująca rozdziały od I do X, zawiera omówione pokrótce dzieje świata od wypędzenia Adama i Ewy z Raju do podboju arabskiego w VII wieku. Część biblijna pomieszana jest z elementami apokryficznymi. Księgi od XI do XIV zawierają wizje apokaliptyczne o silnej wymowie antymuzułmańskiej, wieszczące całkowite pokonanie Arabów przez Bizantyjczyków przed nadejściem Jezusa.